# قره‌آغاج، جلیل‌آباد
قره‌آغاج (به ترکی آذربایجانی: Qaraağac) یک منطقه مسکونی در جمهوری آذربایجان است که در شهرستان جلیل‌آباد واقع شده است. قره‌آغاج ۳۰۰ نفر جمعیت دارد.